# Владимир Юрьевич
Владимир Юрьевич (после 1218 — 7 февраля 1238) — князь Московский с 1236 года. Младший сын великого князя Владимирского Юрия Всеволодовича и дочери Всеволода Чермного Агафьи.

## Монгольское нашествие
Наиболее раннее упоминание о Владимире Юрьевиче относится к 1228 году, когда он со старшим братом Всеволодом провожал из Владимира в Ростов своего двоюродного брата Василька Константиновича после его свадьбы с княжной Марией. Возможно около 1236 года Владимир получил от отца в княжение Москву и дальше его судьба была связана только с этим городом, который в 1238 году первым из городов Северо-Восточной Руси подвергся нападению войск Батыя.
Монгольские войска в рамках своего кипчакского похода после битвы у Коломны и отхода владимирских войск во главе с Всеволодом Юрьевичем во Владимир вступили в «землю Суздальскую» и разбили напавший на их арьергард отряд рязанского боярина Евпатия Коловрата, вернувшегося из Чернигова.
15 января монголы осадили Москву. Это было первое в истории города нападение внешнего противника. Оборону возглавляли Владимир Юрьевич и воевода Филипп Нянка «с малым войском». Город сопротивлялся 5 дней. Воевода погиб, а Владимир попал в плен.
Новый сбор войск Юрий Всеволодович назначил на Сити, оставив в столице жену и старших сыновей Всеволода и Мстислава. Монголы подошли к Владимиру 3 февраля, но на штурм несколько дней не шли. В течение этого времени город был обнесён тыном, был взят Суздаль и пригнан взятый там полон. Также в эти дни под стенами столицы на глазах у матери и братьев был убит Владимир Юрьевич, но воевода Пётр Ослядюкович удержал Всеволода и Мстислава от вылазки и призвал, «если сможем, со стен обороняться». Но через несколько дней старшие Юрьевичи также погибли «вне града» (в том числе Всеволод при попытке мирных переговоров), и город был разорён.
Входит в число Владимирских мучеников. Погребен в Успенском соборе Владимира.

## Жена и дети
Жена: с 1236 года — Христина.
Сведений о детях Владимира не сохранилось.